# Diary of a Hollow Horse
Diary of a Hollow Horse è il quinto album del gruppo inglese China Crisis, pubblicato dalla Virgin Records nel 1989.
L'album è stato rimasterizzato nel 2013 e pubblicato in un doppio CD contenente diciotto bonus track, tra versioni live, remix, demo e 12", oltre alle undici originali.

## Tracce
Lato A
1. St. Saviour Square – 4:09
2. Stranger By Nature – 3:56
3. Sweet Charity in Adoration – 4:51
4. Day After Day – 5:07
5. Diary of a Hollow Horse – 3:15

Lato B
1. Red Letter Day – 4:38
2. In Northern Skies – 5:02
3. Singing the Praises of Finer Things – 5:20
4. All My Prayers – 4:04
5. Age Old Need – 3:21
6. Back Home – 3:54 *

* = Bonus track versione CD
Edizione rimasterizzata 2013
CD 1
1. St. Saviour Square (Original Walter Becker production) – 5:27
2. Stranger By Nature – 4:04
3. Sweet Charity in Adoration – 4:53
4. Day After Day – 5:07
5. Diary of a Hollow Horse – 3:15
6. Red Letter Day (Original Walter Becker production) – 5:24
7. In Northern Skies – 5:02
8. Singing the Praises of Finer Things – 5:20
9. All My Prayers (Original Walter Becker production) – 4:04
10. Age Old Need – 3:21
11. Back Home – 3:54
12. St. Saviour Square (Extended 12" Mike Thorne Mix) - 6:17
13. Diary of a Hollow Horse (Acoustic version) - 3:37
14. All My Prayers (Extended 12" Mike Thorne Mix) - 6:10
15. Red Letter Day (Bazilington DJ Vibe Mix) - 4:03

CD 2
1. St. Saviour Square (Mike Thorne Re-Recorded version) - 4:09
2. Red Letter Day (Mike Thorne Re-Recorded version) - 4:39
3. All My Prayers (Mike Thorne Re-Recorded version) - 4:05
4. St. Saviour Square (Band demo) - 6:25
5. Stranger By Nature (Band demo) - 4:23
6. In Northern Skies (Band demo) - 5:12
7. Sweet Charity in Adoration (Band demo) - 4:49
8. Diary of a Hollow Horse (Band demo) - 3:35
9. Singing the Praises of Finer Things (Band demo) - 6:11
10. All My Prayers (Band demo) - 5:29
11. Red Letter Day (Band demo) - 6:01
12. Age Old Need (Band demo) - 3:13
13. St. Saviour Square (Live version) - 4:07
14. All My Prayers (Live version) - 4:14